# Aritmomanía
La aritmomanía es un desorden mental que puede ser visto como un tipo de trastorno obsesivo-compulsivo (TOC).  Las personas que padecen este trastorno tienen una fuerte necesidad de contar sus acciones o los objetos en su entorno.
Por ejemplo, pueden sentir la necesidad de contar los escalones mientras están subiendo por un edificio o contar las letras de una palabra. A menudo tienen que realizar una acción un número determinado de veces ya que si no creen que sucederá algún tipo de desgracia. Otros ejemplos son contar los azulejos del suelo o del techo, el número de líneas en la carretera, o sencillamente la cantidad de veces que respiran o parpadean; o tocar ciertas cosas, como el manillar de la puerta o una mesa, un número determinado de veces. 
La aritmomanía también puede llevar a desarrollar un sistema complejo en el que los que la sufren asignan ciertos valores o números a personas, objetos y acontecimientos para tratar de hacerlos coherentes.
El conteo pueden hacerlo en voz alta o para sus adentros.

## La aritmomanía en la cultura popular
En las antiguas leyendas europeas un método para librarse de los vampiros era esparcir semillas de mostaza o arena sobre el tejado de la casa a proteger o en la tierra de una tumba sospechosa de contener a un vampiro para mantenerlo ocupado durante toda la noche contando los granos caídos. Historias chinas similares relatan que si un vampiro se encontraba con un saco de arroz, tendría que contar todos los granos uno por uno; es una temática que se puede encontrar también en los relatos del subcontinente indio y en Sudamérica, sobre brujas y otros tipos de espíritus malignos o traviesos.